# Струтинга, Арьян
Арьян Струтинга (нидерл. Arjan Stroetinga; род. 26 июня 1981 года, Остерволде) — нидерландский конькобежец, 2-кратный чемпион мира и 2-кратный серебряный призёр, серебряный призёр чемпионата Европы, обладатель Кубка мира в масс-старте (2013), 7-кратный чемпион Нидерландов в марафоне, 2-кратный чемпион и 2-кратный серебряный призёр Нидерландов в масс-старте.

## Биография
Арьян Струтинга с раннего детства занимался дзюдо и начал кататься на коньках в 6 лет, а конькобежным спортом занялся в 10 лет. С 1992 по 1998 год он участвовал в юниорских соревнованиях "Viking Race Juniors", и продолжал участвовать в разных клубных соревнованиях до 2000 года. С 2000 года начал участвовать в марафонских забегах. На голландской марафонской трассе Струтинга выиграл 58 гонок.
В сезоне 2007/08 он вернулся на длинную дорожку и участвовал на дистанции 5000 метров. В 2012 году впервые участвовал на чемпионате Нидерландов и дебютировал на Кубке мира, где сразу занял 1-е и 2-е место в масс-старте. В 2013 и 2014 годах выиграл ещё две золотые медали в масс-старте и в том же 2014 году стал чемпионом Нидерландов в масс-старте. В сезоне 2014/15 на этапах Кубка мира взял серебро в масс-старте и серебро и бронзу в командной гонке. В феврале 2015 года на дебютном чемпионате мира в Херенвене завоевал золотую медаль в масс-старте.
На Кубке мира в сезоне 2015/16 Арьян выиграл две гонки в масс-старте и одну в командной гонке, также взял одно серебро в забеге на 10 000 м и одну бронзу на 5000 м. В 2016 году на чемпионате мира в Коломне выиграл золото в командной гонке и серебро в масс-старте. В 2017 году на чемпионате Нидерландов в масс-старте занял 2-е место. В декабре на Олимпийском отборочном турнире в Херенвене занял только 17-е место в забеге на 5000 м и не квалифицировался на игры 2018 года. Через год стал третьим на чемпионате страны. 
В сезоне 2019/20 на этапе Кубка мира в Польше он занял 3-е место в масс-старте, следом стал чемпионом Нидерландов в масс-старте и в январе 2020 года на Чемпионаты Европы в Херенвене выиграл серебряную медаль в масс-старте. В феврале на чемпионате мира в Солт-Лейк-Сити занял только 24-е место в масс-старте. В сезоне 20/21 стал первым в масс-старте на Кубке мира в Херенвене и на чемпионате мира в Херенвене поднялся на 2-е место в масс-старте. В начале 2021 года, в возрасте 39 лет Струтинга завершил карьеру конькобежца.

## Личная жизнь
Арьян Струтинга семейный человек. Его супругу зовут Алина. У них четверо детей сыновья Лука (2009), Сильван (2014), Нолан (2017) и (2021). После карьеры вернулся в гараж своего тестя в посёлок Горредейк, где когда-то работал автомехаником. Там он работает продавцом автомобилей и по-прежнему совмещает свою работу с катанием на коньках. Арьян также участвовал с 2008 по 2019 год в национальных соревнованиях по шоссейному велоспорту. Его младший брат Вим Струтинга участвовал в соревнованиях по велоспорту на треке на Олимпийских играх 2008, 2012 и 2016 годов, а также в шоссейном велоспорте на чемпионате Европы 2017 года. Он завершил карьеру велогонщика в 2020 году.